# Дэйм-стрит
Дэйм-стрит (англ. Dame Street, ирл. Sráid an Dáma) — улица в центре Дублина, расположенная в южной части города. Открыта в начале XVII века. Пролегает от Колледж-грин на запад до Корк-хилл близ здания мэрии Дублина. Рядом находятся улицы Графтон-стрит и О’Коннелл-стрит. На севере от Дэйм-стрит расположен район Темпл-бар.

## История
Название улицы происходит от плотины на реке Поддл, построенной для работы местных мельниц. Впервые как Дэйм-стрит улица упоминается в записях около 1610 года. Однако уже в XIV веке здесь проходила улица известная под названиями Тенг-мот или Тингмут-стрит. Затем она сменила название на Даммастрет или Дамаск-стрит. Здесь стояла средневековая церковь Девы Марии на дамбе, которую снесли в XVII веке. Сэр Морис Юстас, лорд-канцлер Ирландии в 1660—1665 годах, на месте бывшего храма построил особняк Дамаск-хаус. У церкви Девы Марии на плотине с 1552 года лежал переулок Дэйм-гейт или ворота Святой Марии, который был упразднён в 1698 году. В 1769 году Дэйм-стрит была расширена Комиссией по благоустройству улиц и преобразовалась в коммерческий центр города. Одним из жителей улицы в XVIII веке был итальянский скрипач и композитор Франческо Джеминиани, к дому которого был пристроен концертный зал. Дэйм-стрит осталась популярной и обустроенной городской магистралью и после Акта о унии Великобритании и Ирландии 1801 года. С октября 2011 и по  марта 2012 года на улице перед зданием Центрального банка Ирландии проходила акция протеста «Захвати Дэйм-стрит». 
Бывшая штаб-квартира Центрального банка Ирландии на Дэйм-стрит была построена в 1975 году. Здание возвели на участке земли, на котором ранее находился ряд строений георгианской и викторианской эпох; некоторые из них носили коммерческий характер. Коммерческие здания на улице были построены в 1796 году. На их территории находился мощёный двор, который служил пешеходным переходом между Торговой аркой и мостом Полпенни. В марте 2017 года центральный банк переехал в новое здание.

## Здания
Здание Союза ирландских банков напротив театра «Олимпия» было спроектировано архитектором Томасом Дином в 1872 году для банка Мюнстера и Ленстера. Выступающий над пешеходной дорожкой стеклянный и чугунный навес театра «Олимпия» является заметной достопримечательностью улицы. Здание Монтегю Бертона на углу Дэйм-стрит и Саут-Грейт-Джорджз-стрит является ярким образцом архитектуры ар-деко. Оно было построено между 1929 и 1930 годами по проекту архитектора Гарри Уилсона. На первом этаже этого здания находится большой магазин Спар. Из-за расположенного рядом гей-бара «Джордж» горожане прозвали этот магазин «Гей-Спар». Во время гей-марша в Дублине в 2022 году Спар официально принял это название.
На Дэймс-стрит находится Барнардо-сквер перед Дублинским замком и рядом со зданием мэрии. Здесь располагался ряд магазинов, один из которых стал местом рождения известного ирландского филантропа Томаса Джона Барнардо. Перед реконструкцией участок был очищен от георгианских террасных зданий, которые были снесены в середине 1970-х годов в рамках расширения дороги. В одном из сохранившихся зданий квартала находится штаб-квартира Общества больных и неимущих горничных.